# رافائيل إستريا أورينيا
رافاييل استريلا الأورينا (بالإسبانية: Rafael Estrella Ureña)‏ (و. 1889 – 1945 م) هو سياسي، ومحام من جمهورية الدومينيكان .